# Villa tarapacensis
Villa tarapacensis är en tvåvingeart som beskrevs av Hall 1976. Villa tarapacensis ingår i släktet Villa och familjen svävflugor. Inga underarter finns listade i Catalogue of Life.